# Saurbær
Saurbær es un asentamiento islandés ubicado al interior de Breiðafjörður, al sur de Gilsfjörður. Fue un municipio separado, Saurbæjarhreppur, pero  desde 2005 forma parte de Dalabyggð. El centro de comercio y servicios del municipio se encuentra en Skriðulandi en Saurbæ. La carretera Westfjord cruza el campo y el puente Gilsfjörður.
El Landnámabók (Libro de Asentamiento de Tierras) establece que el colono Steinólfur lági Hrólfsson en Fagradal «... entró en la montaña allí y vio en el valle un bosque grande y alto. Vio un claro en el valle; allí hizo una granja y la llamó Saurbæ, porque había un gran pantano, y llamó a todo el valle».
La iglesia de Saurbæ está ubicada en Stadarhóll. Es el asentamiento donde vivió  Sturla Þórðarson en la Edad de Sturlunga y en el siglo XVI vivió el jefe Stedarhóls-Páll. En Saurbæ también está el Olafsdalur, donde trabajó la primera escuela de agricultores del país y se llevaron a cabo avances significativo en la agricultura. El edificio se está renovando para construir un museo allí.
Los poetas Steinn Steinarr, Stefán frá Hvítadal y Sturla Þórðarson nacieron en Saurbæ.